# Bärenbach (bei Idar-Oberstein)
Bärenbach ist eine Ortsgemeinde im Landkreis Bad Kreuznach in Rheinland-Pfalz. Sie gehört der Verbandsgemeinde Kirner Land an.

## Geographie
Der Ort liegt am Großbach, kurz vor dessen Einmündung in die Nahe. 47,1 Prozent der Gemarkungsfläche sind bewaldet. Im Norden befindet sich Kirn, im Osten Schmidthachenbach, im Süden Mittelreidenbach und westlich liegt Fischbach.

## Geschichte
Die Ortsgründung dürfte zu jener Zeit erfolgt sein, als im heutigen Landkreis Bad Kreuznach mit Beginn des 7. Jahrhunderts die Rodung des sogenannten „jüngeren Siedlungsraumes“, d. h. vor allem der Soonvorstufe und des Berglandes südlich der Nahe einsetzte, die im 12. Jahrhundert abgeschlossen war.
Die große Bedeutung dieses mittelalterlichen Rodungsprozesses liegt darin, dass Neuland erstmals nicht mit dem Schwert, sondern mit der Rodeaxt erobert wurde, um landwirtschaftlich genutzt werden zu können.
Die meisten Neusiedlungen in den Waldgebieten dürften zunächst lediglich aus einem Einzelhof oder bestenfalls einer Gehöftgruppe als Siedlungskern bestanden haben. Noch 1599 hatte Bärenbach lediglich 12 Feuerstellen (= Haushaltungen, Familien) aufzuweisen.
Den Angaben von H. Kaufmann über die Ortsnamen des Kreises Bad Kreuznach zufolge, wird Bärenbach schon 1108 urkundlich erwähnt. Die Geschichte des Ortes ist eng verbunden mit der benachbarten Burg Naumburg. Im Jahre 1146 nennt sich Raugraf Emicho „Graf von Nuenburc“, womit erstmals die Burg erwähnt wird. Die Burg Naumburg (= Neue Burg) erhielt ihren Namen wahrscheinlich als Neugründung im Vergleich zu der unweit gelegenen Kyrburg oder auch zur Veste Hachenfels.
Die Burg Naumburg liegt auf einer Anhöhe nahe der Mündung des Bärenbachs in die Nahe. Sie gehörte zum Besitz der Raugrafen, die weitere Burgen und Verwaltungsrechte an der Alsenz, dem Appelbach, Großbach und auf dem Hunsrück hatten. Nach wechselnden Besitzverhältnissen übertrugen die Raugrafen im 14. Jahrhundert die Burg den Grafen von Sponheim-Kreuznach, die sie zum Verwaltungssitz eines kleinen Amtes machten, das die Gerichte Bärenbach, Becherbach und Martin-Weierbach sowie einen Teil von Löllbach und Oberreidenbach umfasste. Nach einer 1599 verfassten Amtsbeschreibung war das Hochgericht Becherbach der Kern des Amtes Naumburg.
Bei der Teilung der Grafschaft Sponheim im Jahr 1706 wurde das Amt Naumburg dem badischen Anteil zugewiesen, wo es das Oberamt Naumburg bildete. Ihm wurde 1776 das Amt Herrstein aus der Hinteren Grafschaft Sponheim angegliedert. Außerdem war die Verwaltung der dem Markgrafen von Baden gehörigen reichsritterschaftlichen Herrschaft Martinstein mit dem Amt Naumburg verbunden.
Einer Beschreibung des Amtes Naumburg aus dem Jahre 1785 zufolge zählte Bärenbach 32 Häuser mit ebenso vielen Familien. Ein Drittel der Bärenbacher Gemarkung war herrschaftliches Schlossgut. Das größte Haus gehörte der Familie Nagel, die ehedem das Scharfrichter- und Wasenmeisteramt verwaltete.
Im Jahr 1755 hatte Markgraf Ludwig Georg von Baden gegen 2550 Gulden sein Naumburger Hofgut an 16 Bärenbacher Familien verpachtet. Während der Zeit unter französischer Verwaltung wurde die Pacht an den französischen Staat abgeführt. Nachdem später die Familie Puricelli aus Meisenheim die Pacht ersteigert hatte, wurden erst 1855 22 Bärenbacher Familien die Ländereien gegen eine Zahlung von 7200 Gulden zu Eigentum übertragen. Während der französischen Okkupation des linksrheinischen Gebietes gehörte Bärenbach zur Mairie Schmidthachenbach im Kanton Grumbach des Saardepartements. Unter französischer Herrschaft wurden die Gebäudeanlagen der Naumburg abgerissen.
Nach der Neuordnung des linksrheinischen Raumes auf dem Wiener Kongress kam der Ort 1815 zunächst unter preußische und 1816/17 unter hessen-homburgische Verwaltung. Bärenbach wurde Bestandteil der Oberschultheißerei und späteren Bürgermeisterei Becherbach. Erst 1821 erbaute sich die Gemeinde eine eigene Kirche, mit der Schmidthachenbach später als Vikariat verbunden wurde (1903). Vordem hatte Bärenbach stets zur Pfarrei Becherbach gehört.
Bis 1866 gehörte die Bürgermeisterei Becherbach zum Oberamt Meisenheim, das dem Landgrafen von Hessen-Homburg unterstand. Becherbach blieb in der Folgezeit Amtssitz einer Gebietskörperschaft im 1869 neugebildeten preußischen Kreis Meisenheim, der aus dem ehemaligen Oberamt hervorgegangen war.
Im Jahr 1932 wurde der Kreis Meisenheim aufgelöst und dem Landkreis Bad Kreuznach eingegliedert. Acht Jahre später erfolgte im Zuge einer Verwaltungsreform die Auflösung des Amtes Becherbach und dessen Zuteilung zum Amt Kirn-Land. Seit diesem Datum wurde Kirn neue Anlaufstelle für die Erledigung von Amtsgeschäften für die Bärenbacher Bürger. Die Ortsgemeinde kam mit der Verwaltungsreform 1969/70 zur Verbandsgemeinde Kirn-Land.
Bevölkerungsentwicklung
Die Entwicklung der Einwohnerzahl von Bärenbach, die Werte von 1871 bis 1987 beruhen auf Volkszählungen:
| Jahr | Einwohner |
| ---- | --------- |
| 1815 | 252       |
| 1835 | ~ 270     |
| 1871 | 302       |
| 1905 | 341       |
| 1939 | 346       |
| 1950 | 385       |

| Jahr | Einwohner |
| ---- | --------- |
| 1961 | 424       |
| 1970 | 477       |
| 1987 | 491       |
| 1997 | 549       |
| 2005 | 536       |
| 2023 | 490       |

## Politik

### Gemeinderat
Der Gemeinderat in Bärenbach besteht aus zwölf Ratsmitgliedern, die bei der Kommunalwahl 2024 in einer Mehrheitswahl gewählt wurden, und dem ehrenamtlichen Ortsbürgermeister als Vorsitzendem.

### Bürgermeister
Ortsbürgermeister ist Markus Franz (parteilos). Er wurde  bei der Direktwahl am 9. Juni 2024 mit 78,4 % der Stimmen ohne Gegenkandidaten zum neuen Bürgermeister gewählt. Sein Vorgänger Jürgen Schmidt, der bei der Kommunalwahl am 26. Mai 2019 mit einem Stimmenanteil von 84,89 % in seinem Amt bestätigt worden war, war nicht mehr angetreten.

### Wappen
Das Wappen ist redend, da es sich auf den Namen bezieht. Es ist zweigeteilt und zeigt – in der oberen Schildhälfte in Grün – einen silbernen schräglinken Wellenbalken und eine silberne Beere. Die untere Schildhälfte ist blau-gold geschacht.
Wellenbalken und Beeren nehmen Bezug zum Ortsnamen Bärenbach. Nach alten Beschreibungen Beerenbach (auch Beerental) genannt. Die Farbe Grün wurde gewählt nach dem Wiesen- und Beerental. Das untere Feld, blau-gold geschacht, nimmt Bezug zur ehemaligen Zugehörigkeit der vorderen Grafschaft Sponheim.
Der Gemeinderat beauftragte am 8. Oktober 1963 den Grafiker Brust, Kirn-Sulzbach, einen Entwurf für ein Gemeindewappen zu erarbeiten. In der Sitzung am 6. Mai 1964 nahm der Rat den vorgelegten Entwurf an. Nach Zustimmung durch das Staatsarchiv erteilte das Ministerium des Inneren in Mainz am 12. Mai 1965 die Genehmigung zur Führung eines eigenen Wappens.

## Wirtschaft und Infrastruktur
Westlich verläuft die Bundesstraße 41. In Kirn-Sulzbach ist ein Bahnhof der Bahnstrecke Bingen–Saarbrücken.